# Эффект Кнудсена
Эффект Кнудсена (явление тепловой эффузии) — явление перетекания при одинаковых давлениях разреженного газа через поры (малые отверстия) от более низкой к более высокой температуре.

## История
В 1934 году эффект описан в книге «Кинетическая теория газов» Мартином Кнудсеном.

## Количественное рассмотрение
Газ разреженный. Длина свободного пробега велика по сравнению с диаметром отверстия, через которое происходит перетекание. С любой его стороны через него проходит
{\displaystyle N={1 \over 4}n{\overline {v}}s=ns{\sqrt {{kT} \over {2\pi m}}}=nskT{\sqrt {1 \over {2\pi kmT}}}={\sqrt {1 \over {2\pi k}}}\cdot sP\cdot {\sqrt {1 \over {mT}}}}
частиц: условием динамического равновесия является {\displaystyle {{P_{1}} \over {\sqrt {T_{1}}}}={{P_{2}} \over {\sqrt {T_{2}}}}}. В случае совпадающих давлений будет происходить поток {\displaystyle P\left({{1 \over {\sqrt {T_{1}}}}-{1 \over {\sqrt {T_{2}}}}}\right)}: он положителен, если {\displaystyle T_{1}<T_{2}}, то есть направлен к более высокой температуре.

## Значение
Тепловая эффузия имеет важное значение в природе. Днем поверхность земли нагревается солнечными лучами. Из более глубоких слоёв почвы воздух выходит по капиллярам на поверхность и рассеивается ветром, и ночью наружный слой почвы охлаждается — возникает обратный поток воздуха в более глубокие слои почвы. Описанное порождает обмен воздуха в почве, необходимый для жизнедеятельности растений.